# 30 Minutes
"30 Minutes" fue un sencillo de t.A.T.u. de su primer álbum en inglés 200 km/h in the Wrong Lane. Este sencillo fue lanzado en el año 2003 y es el tercero del CD.
A pesar de que la línea de Yulia dice "Мама, папа forgive me" ("mamá, papá, perdónenme") al final de "30 minutes", no es parte de esta canción.

## Lista de canciones
Europe promo single
1. 30 Minutes (Album Versión)
2. 30 Minutes (RagaMix by That Black)
3. 30 Minutes (Enhanced Video)

## Posición
| País                     | Posición |
| ------------------------ | -------- |
| Hong Kong Top 20 Airplay | 1        |
| Rumania Top 100          | 34       |
| Rusia                    | 2        |